# Fujita Taisei
Taisei Fujita (sinh ngày 31 tháng 1 năm 1982) là một cầu thủ bóng đá người Nhật Bản.

## Sự nghiệp câu lạc bộ
Taisei Fujita đã từng chơi cho Nagoya Grampus Eight, FC Tokyo, Tokyo Verdy, Tokushima Vortis và FC Machida Zelvia.